# Bengower
Bengower (iriska: Binn Gabhar) är ett berg i republiken Irland.   Det ligger i grevskapet County Galway och provinsen Connacht, i den västra delen av landet, 240 km väster om huvudstaden Dublin. Toppen på Bengower är 664 meter över havet, eller 317 meter över den omgivande terrängen. Bredden vid basen är 2,7 km.
Terrängen runt Bengower är kuperad norrut, men söderut är den platt.Runt Bengower är det mycket glesbefolkat, med 4 invånare per kvadratkilometer. Närmaste större samhälle är Clifden, 12,2 km väster om Bengower. Trakten runt Bengower består i huvudsak av gräsmarker.